# François Civil
François Civil (Paris, 29 de janeiro de 1990) é um ator francês. É mais conhecido por interpretar o papel de Papillon em As Above, So Below e Baraque em Frank.

## Filmografia
| Ano  | Título                       | Papel                    | Notas        |
| ---- | ---------------------------- | ------------------------ | ------------ |
| 2019 | Deux Moi                     | Rémy Pelletier           | Protagonista |
| 2019 | Mon Inconnue                 | Raphaël Ramisse / Zoltan | Protagonista |
| 2014 | As Above, So Below           | Papillon                 |              |
| 2014 | Rosemary's Baby (minissérie) | Jacques                  | 2 episódios  |
| 2014 | Frank (filme)                | Baraque                  |              |
| 2009 | Bus Palladium                | Mario                    |              |